# Ф'ярдабіггд
Ф'ярдабіггд (ісл. Fjarðabyggð) — муніципалітет у східній частині Ісландії. Основне заняття місцевих жителів — рибальство.

## Географія
Муніципалітет Ф'ярдабіггд знаходиться в регіоні Аустурланд на крайньому сході Ісландії. Відстань від Ф'ярдабіггда до столиці країни Рейк'явіка становить близько 700 кілометрів. Площа муніципалітету — 1164 км². Чисельність населення — 4675 осіб (на 1 листопада 2009 року).
До складу муніципалітету входять такі населені пункти:
| Місце | Населений пункт | Населення (2009 рік) |
| ----- | --------------- | -------------------- |
| 1.    | Neskaupstaður   | 1437                 |
| 2.    | Reyðarfjörður   | 1102                 |
| 3.    | Ескіфйордур     | 1043                 |
| 4.    | Fáskrúðsfjörður | 662                  |
| 5.    | Stöðvarfjörður  | 203                  |
| 6.    | Mjóifjörður     | 35                   |